# František, vévoda bavorský
František Bonaventura Adalbert Maria vévoda bavorský (narozen 14. července 1933 v Mnichově jako František Bonaventura Maria Adalbert princ bavorský), titulovaný Jeho královská Výsost vévoda bavorský (německy Franz Herzog von Bayern), je hlavou rodu Wittelsbachů, někdejší vládnoucí rodiny v bavorském království. Jeho příjmení při narození bylo Prinz von Bayern. V roce 1997 si po smrti svého otce změnil příjmení na Herzog von Bayern.
František je pravnukem posledního bavorského krále Ludvíka III., který byl sesazen v roce 1918. Je rovněž potomkem anglického krále Karla I. a tím pádem je jakobity pokládán za dědice rodu Stuartovců a právoplatného vládce Anglie, Skotska a Irska, ačkoliv on sám se tohoto práva nedomáhá.

## Mladá léta
František se narodil v Mnichově jako morganatický syn Albrechta, vévody bavorského a jeho první ženy hraběnky Marie Draškovičové z Trakoštjanu. V roce 1945 bylo manželství jeho rodičů uznáno za dynastické.
Wittelsbachové byli odpůrci nacistického režimu v Německu a v roce 1939 vzal Františkův otec svoji rodinu do Maďarska. Čtyři roky žili v Budapešti a pak se koncem roku 1943 přestěhovali na zámek Somlovar. V březnu 1944 okupovalo nacistické Německo Maďarsko. 6. října 1944 byla celá rodina včetně Františka uvězněna. Byli posláni do řady nacistických koncentračních táborů včetně Oranienburgu a Dachau. Na konci dubna 1945 byli osvobozeni americkou třetí armádou.
Po válce získal František vysokoškolské vzdělání v benediktinském opatství v Ettalu. Poté studoval na univerzitě v Mnichově a v Curychu business management. František si v sobě rozvinul vášeň sbírat moderní umění; dnes má mnoho předmětů z jeho soukromé sbírky nastálo vypůjčena mnichovská Pinakotéka.

## Dnešní dynastie Wittelsbachů
Podle německého práva nejsou královské tituly legálně uznávány, ale mohou být užívány jako součást příjmení. František žije v apartmánu v Nymphenburském paláci v Mnichově, což byla bývalá letní rezidence bavorských králů.
František je současným velmistrem řádu sv. Jiří. Je také velmistrem Řádu sv. Huberta a Řádu Terezie (pro dámy). Je členem senátu mnichovské univerzity a čestným členem bavorské akademie vědy a humanitních studií. Patří mu mnoho čestných funkcí v občanských i náboženských organizacích v Bavorsku.
František je dědicem rodu Stuartovců a tím pádem je jakobity považován za právoplatného krále Anglie a Skotska. Jakobité ho nazývají král František II. Anglický, Skotský, Francouzský a Irský, ačkoliv on sám tyto tituly nepoužívá.
František je otevřeně homosexuál. V červnu 2021 se František objevil po boku svého dlouholetého partnera Thomase Greinwalda na oficiálním portrétu nizozemského fotografa Erwina Olafa. Je první hlavou evropské královské dynastie, která veřejně uznala svého partnera stejného pohlaví.

## Nástupnická práva
František se nikdy neoženil. Po jeho smrti se jeho funkce hlavy rodu Wittelsbachů přesune na jeho bratra prince Maxe. Protože ani Max nemá žádné syny, budou bavorské tituly po jeho smrti postoupeny jeho prvnímu bratranci princi Ludvíku Bavorskému a jeho potomkům, zatímco funkce dědice rodu Stuartovců bude přesunuta na Maxovu dceru princeznu Sophii z Lichtenštejna.

## Tituly
- 14. červenec 1933 - 1945: Franz Prinz von Bayern
- 1945 - 18. červenec 1996: Jeho královská Výsost princ František Bavorský
- 18. červenec 1996 - dosud: Jeho královská Výsost vévoda bavorský

Vévodův plný titul je Jeho královská Výsost František, vévoda bavorský, francký a švábský, hrabě rýnský. Podle tradice nepřevzal František vyšší titul krále.

## Vývod z předků
|                      |                                      |  |                                 |                                              |  |  |  |  |  |  |  | Luitpold Bavorský |
|                      |                                      |  |                                 |                                              |  |  |  |  |  |  |  |                   |
|                      | Ludvík III. Bavorský                 |  |                                 |                                              |  |  |  |  |  |  |  |                   |
|                      |                                      |  |                                 |                                              |  |  |  |  |  |  |  |                   |
|                      |                                      |  |                                 | Augusta Ferdinanda Toskánská                 |  |  |  |  |  |  |  |                   |
|                      |                                      |  |                                 |                                              |  |  |  |  |  |  |  |                   |
|                      | Ruprecht Bavorský                    |  |                                 |                                              |  |  |  |  |  |  |  |                   |
|                      |                                      |  |                                 |                                              |  |  |  |  |  |  |  |                   |
|                      |                                      |  |                                 | Ferdinand Karel Viktor Rakouský-Este         |  |  |  |  |  |  |  |                   |
|                      |                                      |  |                                 |                                              |  |  |  |  |  |  |  |                   |
|                      | Marie Tereza Modenská                |  |                                 |                                              |  |  |  |  |  |  |  |                   |
|                      |                                      |  |                                 |                                              |  |  |  |  |  |  |  |                   |
|                      |                                      |  |                                 | Alžběta Františka Marie Habsbursko-Lotrinská |  |  |  |  |  |  |  |                   |
|                      |                                      |  |                                 |                                              |  |  |  |  |  |  |  |                   |
|                      | Albrecht Bavorský                    |  |                                 |                                              |  |  |  |  |  |  |  |                   |
|                      |                                      |  |                                 |                                              |  |  |  |  |  |  |  |                   |
|                      |                                      |  |                                 | Maxmilián Josef Bavorský                     |  |  |  |  |  |  |  |                   |
|                      |                                      |  |                                 |                                              |  |  |  |  |  |  |  |                   |
|                      | Karel Teodor Bavorský                |  |                                 |                                              |  |  |  |  |  |  |  |                   |
|                      |                                      |  |                                 |                                              |  |  |  |  |  |  |  |                   |
|                      |                                      |  |                                 | Ludovika Bavorská                            |  |  |  |  |  |  |  |                   |
|                      |                                      |  |                                 |                                              |  |  |  |  |  |  |  |                   |
|                      | Marie Gabriela Bavorská              |  |                                 |                                              |  |  |  |  |  |  |  |                   |
|                      |                                      |  |                                 |                                              |  |  |  |  |  |  |  |                   |
|                      |                                      |  |                                 | Michal I. Portugalský                        |  |  |  |  |  |  |  |                   |
|                      |                                      |  |                                 |                                              |  |  |  |  |  |  |  |                   |
|                      | Marie Josefa Portugalská             |  |                                 |                                              |  |  |  |  |  |  |  |                   |
|                      |                                      |  |                                 |                                              |  |  |  |  |  |  |  |                   |
|                      |                                      |  |                                 | Adelaida Löwenstein-Wertheim-Rosenberg       |  |  |  |  |  |  |  |                   |
|                      |                                      |  |                                 |                                              |  |  |  |  |  |  |  |                   |
| 'František Bavorský' |                                      |  |                                 |                                              |  |  |  |  |  |  |  |                   |
|                      |                                      |  |                                 |                                              |  |  |  |  |  |  |  |                   |
|                      |                                      |  | Kelroly Draškovič z Trakoštjanu |                                              |  |  |  |  |  |  |  |                   |
|                      |                                      |  |                                 |                                              |  |  |  |  |  |  |  |                   |
|                      | Pavel Draškovič z Trakoštjanu        |  |                                 |                                              |  |  |  |  |  |  |  |                   |
|                      |                                      |  |                                 |                                              |  |  |  |  |  |  |  |                   |
|                      |                                      |  |                                 | Alžběta Batthyány                            |  |  |  |  |  |  |  |                   |
|                      |                                      |  |                                 |                                              |  |  |  |  |  |  |  |                   |
|                      | Dionýs Draškovič z Trakoštjanu       |  |                                 |                                              |  |  |  |  |  |  |  |                   |
|                      |                                      |  |                                 |                                              |  |  |  |  |  |  |  |                   |
|                      |                                      |  |                                 | Denes Festetič z Tolna                       |  |  |  |  |  |  |  |                   |
|                      |                                      |  |                                 |                                              |  |  |  |  |  |  |  |                   |
|                      | Marie Festetič z Tolna               |  |                                 |                                              |  |  |  |  |  |  |  |                   |
|                      |                                      |  |                                 |                                              |  |  |  |  |  |  |  |                   |
|                      |                                      |  |                                 | Karolina Zichy                               |  |  |  |  |  |  |  |                   |
|                      |                                      |  |                                 |                                              |  |  |  |  |  |  |  |                   |
|                      | Marie Draškovičová z Trakoštjanu     |  |                                 |                                              |  |  |  |  |  |  |  |                   |
|                      |                                      |  |                                 |                                              |  |  |  |  |  |  |  |                   |
|                      |                                      |  |                                 | Vilém Albrecht Montenuovo                    |  |  |  |  |  |  |  |                   |
|                      |                                      |  |                                 |                                              |  |  |  |  |  |  |  |                   |
|                      | Alfred Montenuovo                    |  |                                 |                                              |  |  |  |  |  |  |  |                   |
|                      |                                      |  |                                 |                                              |  |  |  |  |  |  |  |                   |
|                      |                                      |  |                                 | Juliana Batthyány                            |  |  |  |  |  |  |  |                   |
|                      |                                      |  |                                 |                                              |  |  |  |  |  |  |  |                   |
|                      | Juliana Montenuovo                   |  |                                 |                                              |  |  |  |  |  |  |  |                   |
|                      |                                      |  |                                 |                                              |  |  |  |  |  |  |  |                   |
|                      |                                      |  |                                 | Ferdinand Bonaventura Kinský                 |  |  |  |  |  |  |  |                   |
|                      |                                      |  |                                 |                                              |  |  |  |  |  |  |  |                   |
|                      | Františka Kinská z Wchinitz a Tettau |  |                                 |                                              |  |  |  |  |  |  |  |                   |
|                      |                                      |  |                                 |                                              |  |  |  |  |  |  |  |                   |
|                      |                                      |  |                                 | Marie Josefa z Lichtenštejna                 |  |  |  |  |  |  |  |                   |
|                      |                                      |  |                                 |                                              |  |  |  |  |  |  |  |                   |